# Hans Pieterman
Hans Pieterman es un deportista neerlandés que compitió en remo. Ganó tres medallas en el Campeonato Mundial de Remo entre los años 1974 y 1979.

## Palmarés internacional
| Campeonato Mundial | Campeonato Mundial       | Campeonato Mundial | Campeonato Mundial        |
| Año                | Lugar                    | Medalla            | Prueba                    |
| ------------------ | ------------------------ | ------------------ | ------------------------- |
| 1974               | Lucerna (Suiza)          | Medalla de plata   | Cuatro sin timonel ligero |
| 1977               | Ámsterdam (Países Bajos) | Medalla de bronce  | Cuatro sin timonel ligero |
| 1979               | Bled (Yugoslavia)        | Medalla de bronce  | Ocho con timonel ligero   |